# Rue Royale Sainte-Marie
Pour les articles homonymes, voir Rue Royale et Sainte-Marie.
La rue Royale Sainte-Marie (en néerlandais : Koninklijke Sinte-Mariastraat) est une rue bruxelloise de la commune de Schaerbeek qui va de la place de la Reine (église royale Sainte-Marie) à la place Colignon (hôtel communal) en passant par la rue de la Constitution, la rue Rogier, la rue Lefrancq, la rue Vandeweyer, la rue de Locht, la place Lehon et la rue Rubens.
La numérotation des habitations va de 9 à 245 pour le côté impair, et de 4 à 200 pour le côté pair.
Elle doit son nom à l'église royale Sainte-Marie et au fait que le tracé royal qui relie le palais royal de Bruxelles au palais royal de Laeken passe place de la Reine.
Tous les vendredis matin de 8 h à 13 h il y a un marché qui va de la rue Rogier à la place Lehon. C'est l'un des 5 marchés hebdomadaires de la commune.

## Adresses notables
- no 11 : L'Âne Vert
- no 22 : Senza Nome (1 étoile au Guide Michelin)
- no 22B : Halles de Schaerbeek
- no 98 : bpost
- no 105 : Réserves naturelles et ornithologiques de Belgique (RNOB)
- no 168 : Athénée royal Verwée
- no 183 : Belçika Karadenizliler Folklor Derneği – Association Belge du Folklore de la Mer Noire
- no 237 : Maison passive[1]